# 哈尔沙伊德
哈尔沙伊德是德国莱茵兰-普法尔茨州的一个市镇。总面积3.13平方公里，总人口129人，其中男性66人，女性63人（2011年12月31日），人口密度41人/平方公里。